# 命をつなぐ生きものたち
『命をつなぐ生きものたち』（いのちをつなぐいきものたち）は、2022年8月21日から9月4日まで、毎週日曜 21:00 - 21:50にNHK総合テレビ「NHKスペシャル」枠で放送されたドキュメンタリー番組。ナビゲーターは大泉洋と小池栄子。

## 概要
生物たちの驚きに満ちた恋の大作戦を、NHKが英国・BBCとの国際共同制作により、3年間かけて8Kカメラで撮影された映像で描く。
ナビゲーターは、映画『グッドバイ〜嘘からはじまる人生喜劇〜』と大河ドラマ『鎌倉殿の13人』で夫婦役を演じた大泉洋と小池栄子が務める。

## 放送リスト
| 回    | 放送日  | タイトル     | 備考 |
| ----- | ------- | ------------ | ---- |
| 第1集 | 8月21日 | 大地の恋     |      |
| 第2集 | 8月28日 | 水中の恋     |      |
| 第3集 | 9月4日  | ギリギリの恋 |      |

## 出演
- ナビゲーター：大泉洋、小池栄子[1]
- ナレーション：小野賢章（第1集）、花澤香菜（第2集）、津田健次郎（第3集）[3]